# Miles Gloriosus
Der Miles Gloriosus (lateinisch), auf Deutsch der ‚ruhmredige, prahlerische Soldat‘, ist ein Typus der Weltliteratur, der vor allem in Lustspielen auftritt. Er tritt bereits in der Antike in einer gleichnamigen Komödie bei Plautus auf, der diesen Typus wiederum aus der Griechischen Komödie übernahm. Das griechische Original heißt Ἀλαζών Alazṓn, deutsch ‚Angeber‘, ‚Großmaul‘, sein Dichter ist nicht bekannt.

## Eigenschaften
Der glorreiche Soldat ist ein eitler Prahler, ein Bramarbas, ein Aufschneider und Feigling, der kaum von etwas anderem spricht als von seinen angeblichen Heldentaten, die er vor allem im Kriege erlebt haben will. Meist hat er noch einen Pagen, einen schmeichlerischen Parasiten, der seinen prahlerischen Herrn in seinem Selbstbewusstsein aufrechterhält, indem er die vermeintlichen Heldentaten vor anderen bestätigt und rühmt.

## Beispiele
- Die Acharner (Aristophanes, Erstaufführung 425 v. Chr., in der Person General Lamachos)
- Miles Gloriosus (Plautus, ca. 206 v. Chr., in der Person Pyrgopolynices)
- Der Eunuch (Terenz, in der Person Hauptmann Thraso mit seinem Parasiten Gnatho, ebenfalls bei Menander)
- In seinen Charakterbeschreibungen sammelt Theophrast unter Nr. 23 mehrere beispielhafte Züge eines Aufschneiders, darunter den Soldaten, der sich seines Feldzugs mit Alexander, seiner Bekanntschaft mit ihm und der reichen Beute rühmt.
- Il Capitano (Lodovico Dolce, 1545), überhaupt sehr häufig in der Commedia dell’arte
- Ralph Roister Doister (Nicholas Udall, um 1552)
- Le Brave (Jean-Antoine de Baïf, 1567)
- Heinrich IV. (Shakespeare, 1597, in der Person von Falstaff)
- L’Illusion comique (Pierre Corneille, 1636)
- Horribilicribrifax Teutsch (Andreas Gryphius, 1663, in den Personen Cpt. Horribilicribrifax und Capitain Daradiridatumtarides)
- Der Amtsvorsteher von Wehrhahn in Gerhart Hauptmanns Diebeskomödie Der Biberpelz (1893) verkörpert die Figur des „zivilen miles gloriosus“.[2]